# シュジェール
シュジェール（Suger, 1081年頃 - 1151年1月13日）は、フランスの宗教家、政治家、歴史家。フランス語ではスュジェ[syʒe]と発音される。

## 略歴
1081年頃に、パリとサン＝ドニの中間にあるアルジャントゥイユで裕福な農民層の家庭に生まれ、1091年、10歳の時にサン＝ドニ修道院に入る。そこで1094年に将来のフランス王ルイ6世に出会い、学友として過ごす。
1107年にノルマンディー、1109年にはシャルトル近くのサン＝ドニの分院の院長（代官）として修道院の荘園の経営に携わったシュジェールは、1122年に41歳でサン＝ドニ修道院の院長となると、修道院の腐敗の一掃に取り組むとともに、大規模な改修に着手した。サン＝ドニ修道院長になってからは贅沢な生活を送っていた所をクレルヴォーのベルナルドゥスに非難され質素な生活に改めたが、教会を美しく飾り立てることを一種の信仰と捉える考えから、1136年（または1140年）には最初のゴシック建築の聖堂であるとされるサン＝ドニ大聖堂の建設を開始し、聖堂は1144年6月11日に献堂された。
政治の面では、学友であるルイ6世及びその子ルイ7世の2代にわたって政治顧問として仕えた。ルイ6世に武断派のヴェルマンドワ伯ラウル1世と並ぶ文治派の重臣として取り立てられ、ルイ6世の政治の相談役と戦後処理の和睦工作やローマ教皇庁との外交を担当、1135年にはルイ6世と敵対していたブロワ伯兼シャンパーニュ伯ティボー4世を、ラウル1世と共にルイ7世の後見人に据える条件で懐柔した。ルイ7世に対しては教育係を務めるとともに、1137年のルイ7世とアリエノール・ダキテーヌの結婚式にラウル1世・ティボー4世と共に同行、同年即位したルイ7世とポワティエの争いに介入して穏便な処置で済ませたが、アリエノールの怒りを買い宮廷から遠ざけられた。これにはルイ7世が武断派のラウル1世に傾倒、ポワティエ遠征に非協力的だったティボー4世を疎んじたため、彼と親しい和平派のシュジェールも疎まれたという背景もあった。
それでも1144年のサン＝ドニ大聖堂献堂の儀式でラウル1世・ティボー4世およびルイ7世の仲介を務め政治顧問に復帰、ルイ7世が第2回十字軍に出征して不在中の1147年から1149年にかけてはその摂政を務め、帰国したルイ7世から『国父』の称号を贈られた。十字軍後に不仲となったルイ7世・アリエノールの仲を取り成し、1150年にアンジュー伯兼ノルマンディー公ジョフロワ5世とルイ7世が対立した時も仲介に動き、ノルマンディーへ出兵する寸前のルイ7世を説得して思い止まらせたが、翌1151年に亡くなり遺体はサン＝ドニ大聖堂へ埋葬された。シュジェールの死で仲介者がいなくなったルイ7世とアリエノールの仲は破局を迎え、翌1152年に2人は離婚した。
シュジェールはまた、『ルイ6世伝』『ルイ7世伝』をはじめとする歴史書を著したが、これはフランスの王室による修史事業の発端であり、これらは中世フランス史の第1級の史料であると評価されている。